# Distrito de Bishnupur
Bishnupur es un distrito de la India en el estado de Manipur. Código ISO: IN.MA.BI.
Comprende una superficie de 21,83 km².
El centro administrativo es la ciudad de Bishnupur.

## Demografía
Según censo 2011 contaba con una población total de 240 363 habitantes, de los cuales 120 178 eran mujeres y 120 185 varones.